# ینا هانسن
ینا هانسن (دانمارکی: Jena Hansen؛ زادهٔ ۱۰ دسامبر ۱۹۸۸) قایقران قایق بادبانی زن اهل دانمارک است.